# می‌می (مجموعه تلویزیونی)
می‌می (به کره‌ای: 미미؛ به انگلیسی: Mimi) مجموعهٔ تلویزیونی کوتاه محصول سال ۲۰۱۴ میلادیِ کشور کرهٔ جنوبی می‌باشد.

این مجموعه در ۴ قسمت و از ۲۱ فوریه تا ۱۴ مارس از شبکهٔ ام‌نت به‌روی آنتن رفت.

## خلاصهٔ داستان
مین-وو نویسندهٔ درونگرای ۲۸ ساله ایست که دچار فراموشی نسبی شده است. روزی یادداشتی بر روی تقویم خود می‌یابد و به سبب آن، داستانی را با عنوان «۸ دسامبر» آغاز می‌کند ...